# 奧孫河
6°33′48″N 4°03′43″E / 6.563210°N 4.062032°E

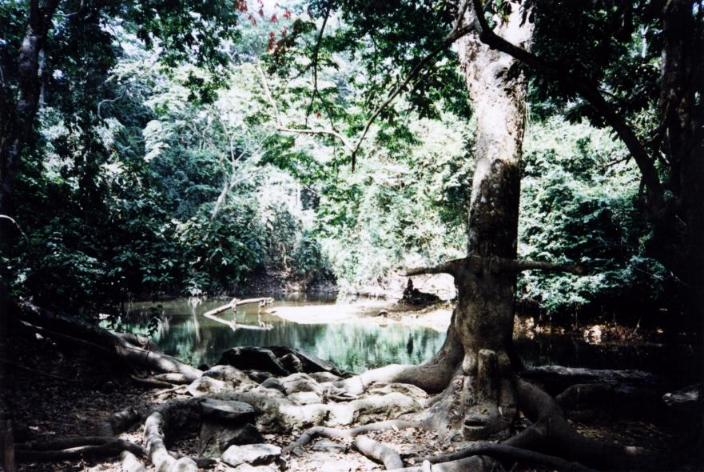

奧孫河（英語：Osun river），是尼日利亞的河流，位於該國中部奧孫州，流經奧紹博，最終注入萊基潟湖，河道全長267公里，流域面積9,014平方公里，河畔城鎮有奧紹博。